# WTA Tier III
Los torneos de la WTA Tier III eran el tercer nivel de torneos organizados por la WTA entre 1990 y el final de la temporada de 2008.
En 2009 la WTA agrupó los Tier III y los Tier IV y pasó a denominarlos Torneos WTA International, y en 2021 se convirtieron en WTA 250. 

## Torneos
| Torneos               | Conocido como                                           | Ciudad                                      | País              | Superficie                                       | Tier III desde |
| --------------------- | ------------------------------------------------------- | ------------------------------------------- | ----------------- | ------------------------------------------------ | -------------- |
| Houston               | Virginia Slims of Houston                               | Houston                                     | Estados Unidos    | Tierra batida                                    | 1990           |
| Tampa                 | Eckerd Open                                             | Tampa, Florida                              | Estados Unidos    | Tierra batida                                    | 1990           |
| Newport               | Virginia Slims of Newport                               | Newport                                     | Estados Unidos    | Césped                                           | 1990           |
| San Diego             | Toshiba Classic                                         | San Diego                                   | Estados Unidos    | Dura                                             | 1990           |
| New Haven             | New Haven Open at Yale                                  | San Antonio                                 | Estados Unidos    | Dura                                             | 1990           |
| Sídney                | New South Wales Open                                    | Sídney                                      | Australia         | Dura                                             | 1990           |
| Leipzig               | Sparkassen Cup                                          | Leipzig                                     | Alemania          | Carpeta (i)                                      | 1990           |
| Barcelona             | Barcelona Ladies Open                                   | Barcelona                                   | España            | Tierra batida                                    | 1991           |
| Lausanne              | European Open                                           | Lausana                                     | Suiza             | Tierra batida                                    | 1992           |
| Osaka                 | Asian Open                                              | Osaka                                       | Japón             | Carpeta (i)                                      | 1992           |
| Budapest              | GDF Suez Grand Prix                                     | Budapest                                    | Hungría           | Carpeta (i) / Tierra batida                      | 1993           |
| Bad Gastein           | NÜRNBERGER Gastein Ladies                               | Bad Gastein                                 | Austria           | Tierra batida                                    | 1993           |
| Schenectady           | OTB International Open                                  | Schenectady                                 | Estados Unidos    | Dura                                             | 1993           |
| Brisbane              | Danone Duracourt Championships                          | Brisbane                                    | Australia         | Dura                                             | 1993           |
| Linz                  | Generali Ladies Linz                                    | Linz                                        | Austria           | Carpeta (i)                                      | 1993           |
| Oklahoma City Memphis | Cellular South Cup                                      | Oklahoma City (1993–2001) Memphis (2002–08) | Estados Unidos    | Dura (i)                                         | 1993           |
| Estrasburgo           | Internationaux de Strasbourg                            | Strasbourg                                  | Francia           | Tierra batida                                    | 1993           |
| Tokio                 | Rakuten Japan Open Tennis Championships                 | Tokio                                       | Japón             | Dura                                             | 1993           |
| Birmingham            | Nature Valley Classic                                   | Birmingham                                  | Reino Unido       | Césped                                           | 1993           |
| Quebec City           | Bell Challenge                                          | Quebec City                                 | Canadá            | Carpeta (i)                                      | 1993           |
| Mooscú                | Copa Kremlin                                            | Moscú                                       | Rusia             | Carpeta (i)                                      | 1994           |
| San Juan              | Puerto Rico Open                                        | San Juan                                    | Puerto Rico       | Dura                                             | 1995           |
| Zagreb Bol            | Croatian Bol Ladies Open                                | Zagreb / Bol                                | Croacia           | Tierra batida                                    | 1995           |
| Yakarta               | Danamon Open                                            | Yakarta                                     | Indonesia         | Dura                                             | 1995           |
| Varsovia              | Warsaw Open                                             | Varsovia                                    | Polonia           | Tierra batida                                    | 1995           |
| Luxembourg            | BGL BNP Paribas Luxembourg Open                         | Luxemburgo                                  | Luxemburgo        | Carpeta (i) (1996–2000) Dura (i) (2001–04, 2008) | 1996           |
| 's-Hertogenbosch      | Libema Open                                             | 's-Hertogenbosch                            | Países Bajos      | Césped                                           | 1996           |
| Madrid                | Madrid Open                                             | Madrid                                      | España            | Tierra batida                                    | 1997           |
| Brisbane              | Brisbane International                                  | Brisbane                                    | Australia         | Dura                                             | 1997           |
| Praga                 | Strabag Prague Open                                     | Praga                                       | República Checa   | Tierra batida                                    | 1998           |
| Boston                | Virginia Slims of Boston                                | Boston, Massachusetts                       | Estados Unidos    | Dura                                             | 1998           |
| Cairo                 | Dreamland Egypt Classic                                 | Cairo                                       | Egipto            | Tierra batida                                    | 1999           |
| Sopot                 | Orange Warsaw Open                                      | Sopot                                       | Polonia           | Tierra batida                                    | 1999           |
| Kuala Lumpur Bali     | Wismilak International Commonwealth Bank Tennis Classic | Kuala Lumpur Bali                           | Malasia Indonesia | Dura                                             | 1999           |
| Vienna                | WTA Austrian Open                                       | Klagenfurt Vienna                           | Austria           | Tierra batida                                    | 2000           |
| Canberra              | Canberra International                                  | Canberra                                    | Australia         | Dura                                             | 2001           |
| Doha                  | Qatar Ladies Open                                       | Doha                                        | Catar             | Dura                                             | 2001           |
| Bogotá                | Copa Colsanitas                                         | Bogotá                                      | Colombia          | Tierra batida                                    | 2001           |
| Acapulco              | Abierto Telcel                                          | Acapulco                                    | México            | Tierra batida                                    | 2001           |
| Hasselt               | Gaz de France Stars                                     | Hasselt                                     | Bélgica           | Dura (i)                                         | 2004           |
| Cincinnati            | Western & Southern Open                                 | Cincinnati                                  | Estados Unidos    | Dura                                             | 2004           |
| Guangzhou             | GRC Bank Guangzhou International Women's Open           | Cantón                                      | China             | Dura                                             | 2004           |
| Bangkok               | PTT Bangkok Open                                        | Bangkok                                     | Tailandia         | Dura                                             | 2005           |
| Kolkata               | Sunfeast Open                                           | Kolkata                                     | India             | Dura (i)                                         | 2005           |
| Estambul              | İstanbul Cup                                            | Istanbul                                    | Turquía           | Tierra batida                                    | 2005           |
| Bangalore             | Bangalore Open                                          | Bangalore                                   | India             | Dura                                             | 2006           |
| Bad Gastein           | Gastein Ladies                                          | Bad Gastein                                 | Austria           | Tierra batida                                    | 2007           |
| Viña del Mar          | Cachantún Cup                                           | Viña del Mar                                | Chile             | Tierra batida                                    | 2008           |

- Datos: Q4017356